# Virolahti
Virolahti – gmina w Finlandii, położona w południowej części kraju, należąca do regionu Kymenlaakso.